# Heinz Theuerjahr
Heinz Theuerjahr (* 18. Juli 1913 in Stolp, Pommern; † 3. Mai 1991 in Waldhäuser, Gemeinde Neuschönau, Bayerischer Wald) war ein deutscher Bildhauer, Maler und Graphiker und Gründungsmitglied der Donau-Wald-Gruppe.

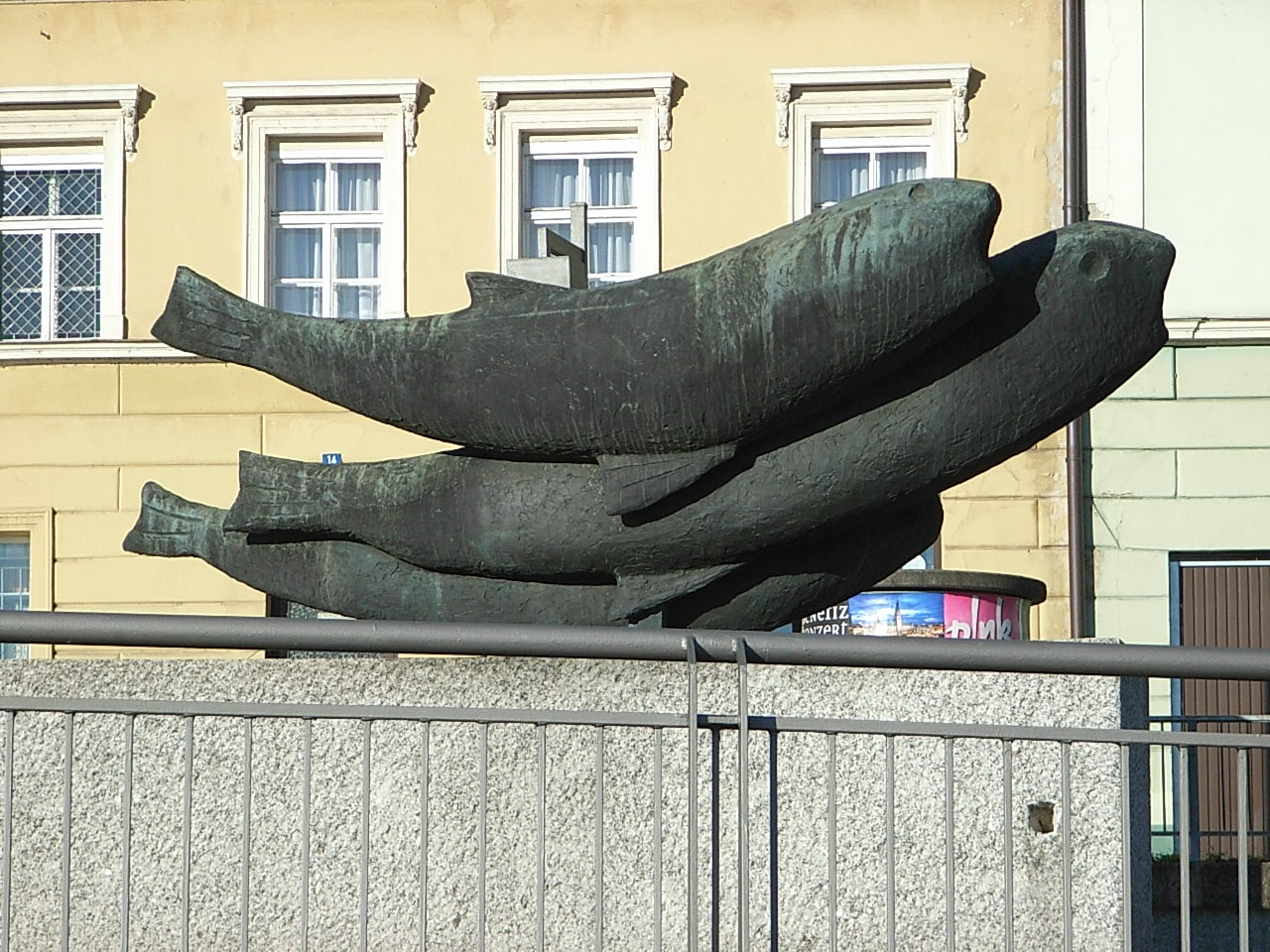
Drei Fische (1969) an der Schanzlbrücke in Passau

## Leben

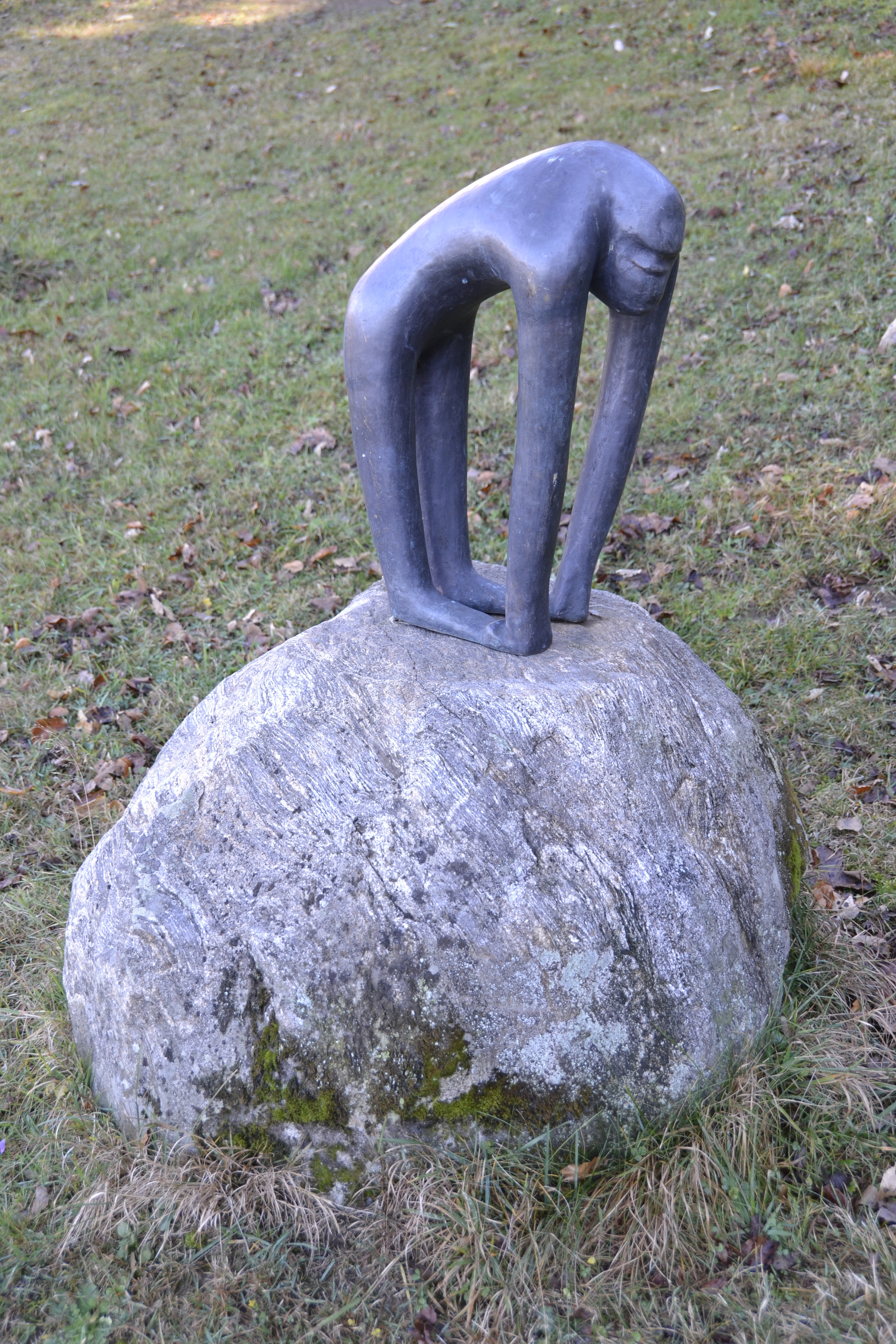
Skulptur

Theuerjahr begann eine Ausbildung zum Landwirt, doch wegen seiner künstlerischen Begabung wurde ihm ein Studium an der Staatlichen Hochschule für Kunsterziehung in Berlin ermöglicht.
1939 fasste er den Entschluss, die damals sehr abgelegene Siedlung Waldhäuser zu seinem Domizil zu machen. Seit 1940 lebte er im Künstlerdorf Waldhäuser im Bayerischen Wald. Er begann als Maler und Zeichner, doch bald widmete er sich vornehmlich der Bildhauerei.
Kurz nach dem Zweiten Weltkrieg war in München seine erste Ausstellung zu sehen, die ihm schließlich die Mitgliedschaft bei der Neuen Münchner Kunstgenossenschaft einbrachte. 1960 unternahm er seine erste Afrikareise. Diese und weitere Afrikareisen prägten erheblich sein künstlerisches Werk.
Ein großer Teil seines bildhauerischen Schaffens besteht aus figürlichen Tierplastiken, von denen viele in öffentlichem Besitz sind.
Die Quintessenz seines Werkes richtet sich auf das tiefer gehende Erfassen und Darstellen der kreatürlichen Erscheinung: Im Zentrum seines umfangreichen Werkes steht die Darstellung des Tieres. Schon während seines Kunststudiums an der Staatlichen Hochschule für Kunsterziehung in Berlin fand er bereits 1935 auf seinen weiten Wanderungen durch den Bayerischen Wald als „seinen Ort vom ersten Schöpfungstag“. 1940 siedelte er über nach Waldhäuser, einem kleinen Dorf am Fuße des Lusen in sein Atelierhaus. 1942 heiratete er Zenzi Schrank. In der selbst gewählten Einsamkeit schuf er mit einer starken Konzentration ein bedeutendes Werk, das Aura und Seele der Kreatur zum Inhalt hat. Dazu musste er vierzehn Mal auf den Afrikanischen Kontinent aufbrechen, um über die Tierwelt und die archaischen Formen Ägyptens zu seiner Aussage der großen einfachen Form zu finden.

## Werke

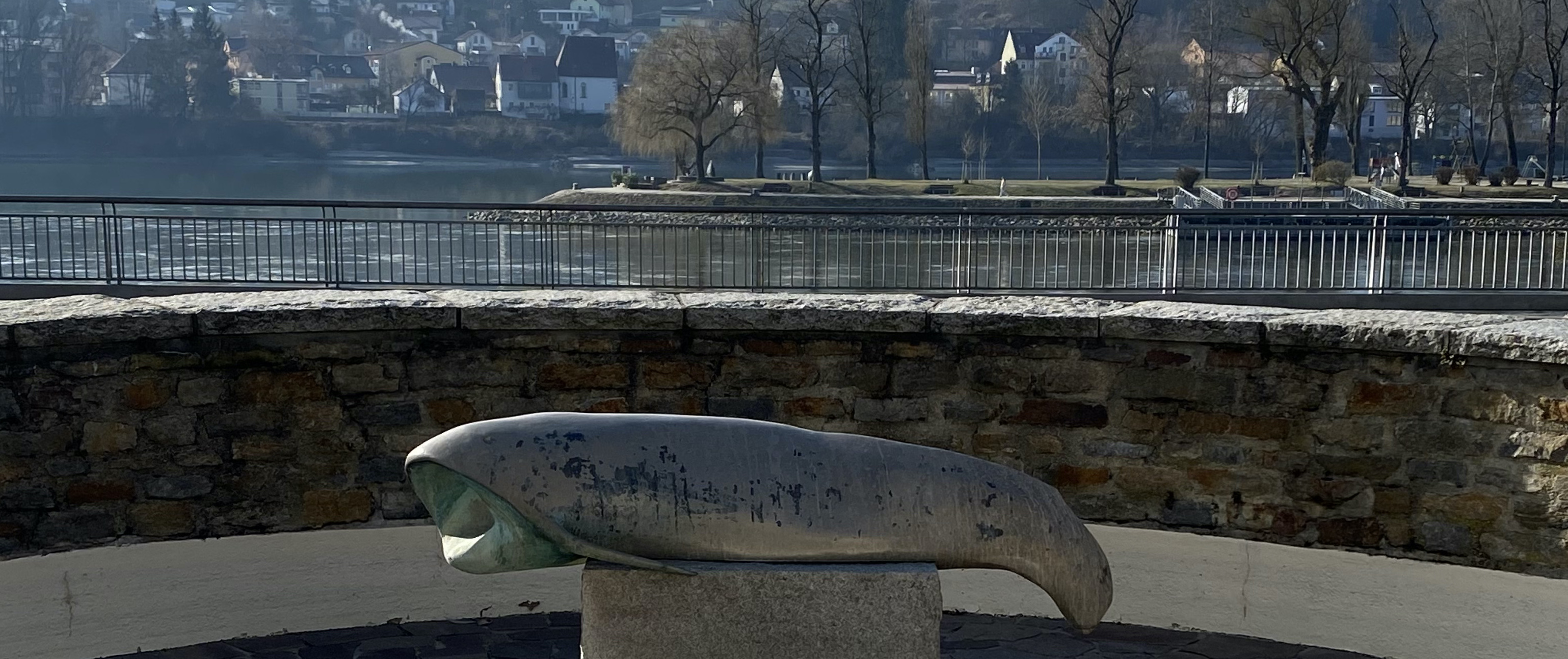
„Wallerbrunnen“ in Passau-Ilzstadt, 1975 (Foto: Martin Ortmeier, 2022)

- Pelikane (Passau, Innstraße, Kunst am Bau beim Adalbert Stifter-Gymnasium), Bronze, 1963
- „Wallerbrunnen“ (Passau-Ilzstadt, Kunst am Bau im Zuge der Hochwasserfreilegung des Stadtteils), Zinkstahlguss, 1975
- Drei Fische (Passau, Eggendobl, Kunst am Bau bei der Errichtung der Schanzelbrücke), Bronze, 1978
- Falke aus verchromtem Stahl im Grugapark

## Reisen

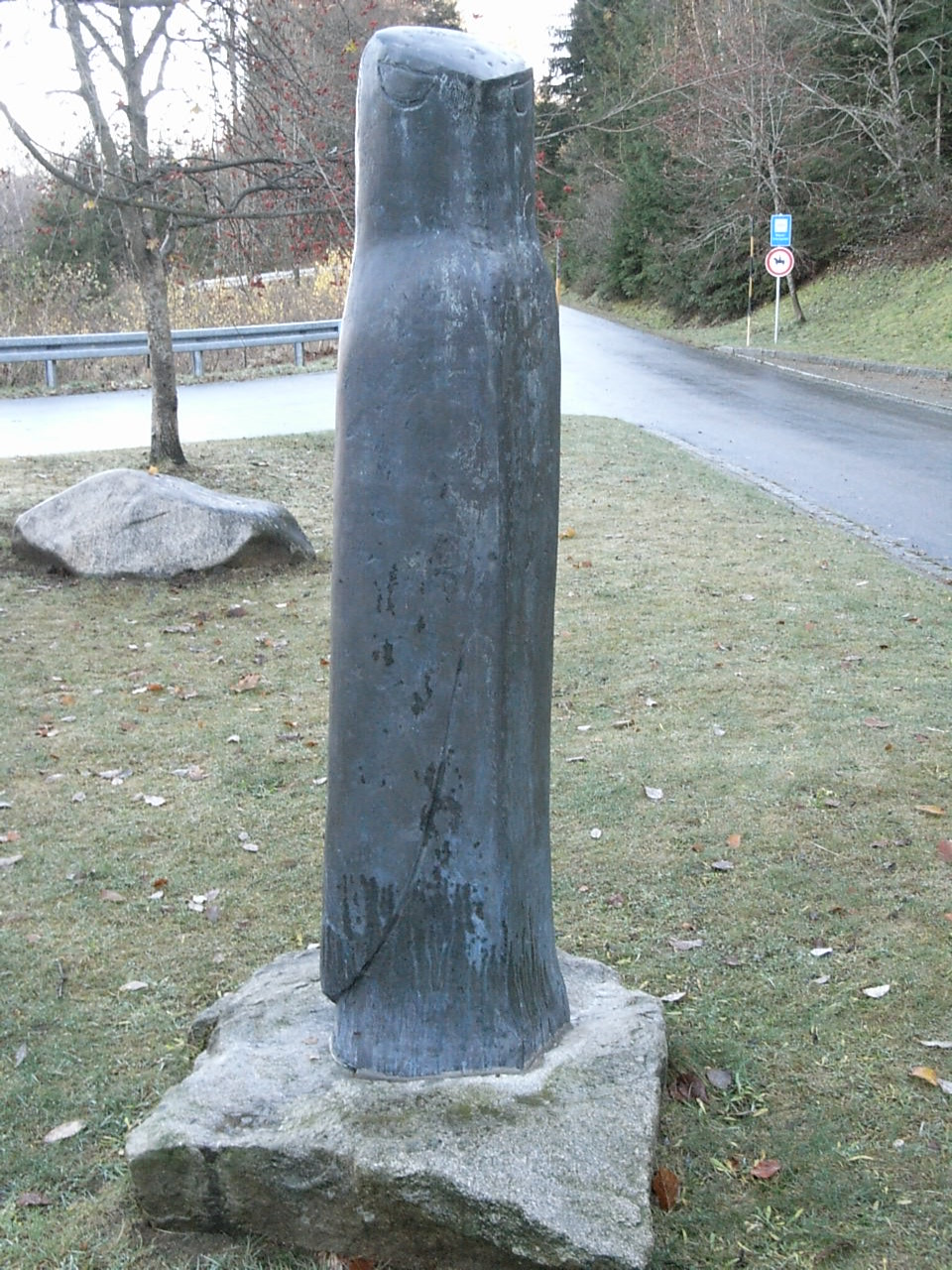
Großer Falke (1979) an der Trinkwassertalsperre Frauenau

Gerade Theuerjahrs Reiseunternehmungen von 1960 bis 1985 lieferten ihm unzählige Eindrücke, welche er in seinen Werken verarbeitete.
- Subsahara-Afrika
  - Kenia-Tansania-Uganda-Sudan-Ägypten: 22. April – 7. September 1960.
  - Kenia-Tansania-Uganda: 28. Juli – 14. November 1963 und 6. Januar – 4. März 1968.
  - Saharadurchquerung mit Rotel Tours 1969.
  - Tschad-Kamerun-Zentralafrikanische Republik: 9. Oktober – 14. Dezember 1971.
  - Tunesien, Algerien, Marokko 1974.
  - Namibia: 14. Juli – 13. September 1976 und 1. April – 31. Mai 1978.
  - Namibia-Botswana: 3. Oktober – 4. November 1982.
- Nordafrika
  - Ägypten: 3. Oktober – 14. Oktober 1965, 20. Dezember 1979 – 6. Januar 1980, 16. Januar – 13. Februar 1981, 14. April – 28. April 1984 und 24. Februar – 17. März 1985.

## Skulpturenpark „Arche Heinz Theuerjahr“

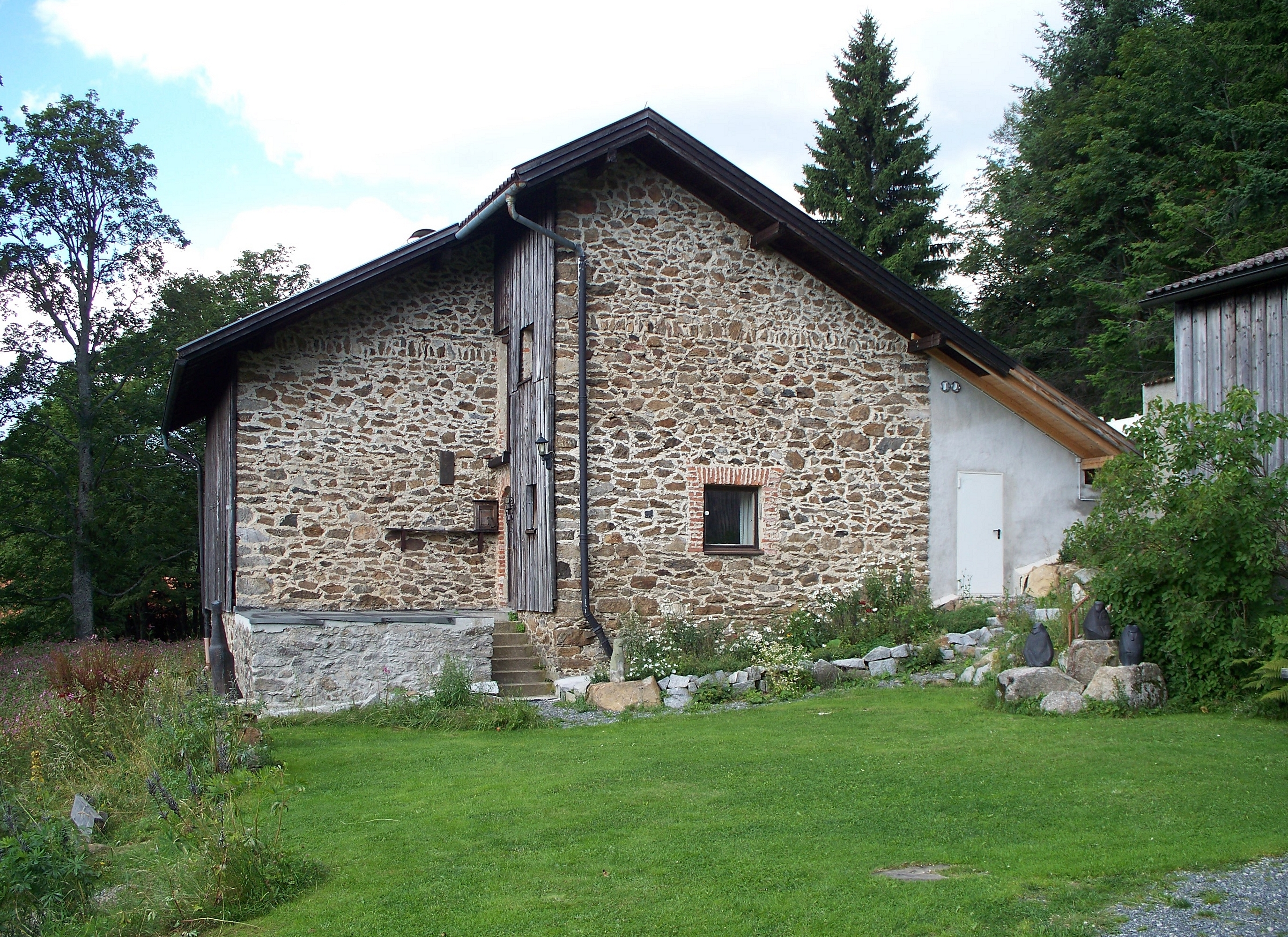
Arche Heinz Theuerjahr

Das Atelier in Waldhäuser ist ein authentischer Ort für einen bedeutenden Künstler und sein Werk. Der Freundeskreis Heinz Theuerjahr e. V., gegründet 1993, verpflichtet durch die Vereinssatzung, und getragen von der Zuneigung zu Heinz Theuerjahr, hat das Gästehaus auf dem Theuerjahr – Grundstück gepachtet und zu einer Gedenkstätte ausgebaut. Vor allem das Grundstück wurde mit Hilfe der Gemeinde Neuschönau und der großzügigen Unterstützung der Sparkasse Grafenau in einen frei begehbaren Skulpturenpark umgestaltet, der einmal die Schönheit der Landschaft mit einem unvergleichlichen Ausblick dem Besucher ermöglicht, zum andern Einblick in ein bildhauerisches Werk von ungeahnten Dimensionen ermöglicht.
Die Werke wurden von der Familie Theuerjahr zur Verfügung gestellt.

## Auszeichnungen und Preise
- 1971: Kulturpreis Ostbayern

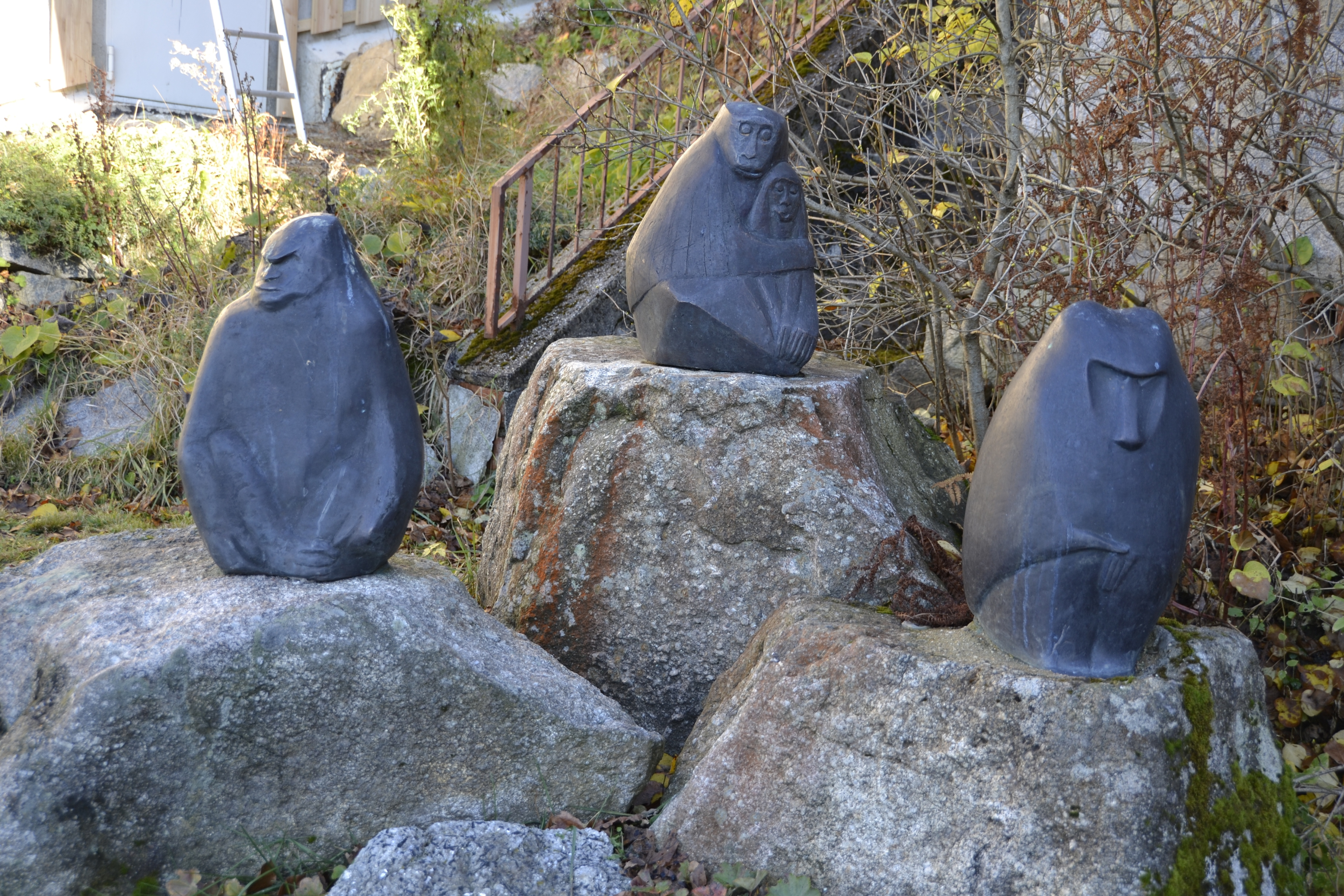
3 Plastiken

- 1979: Verdienstkreuz am Bande der Bundesrepublik Deutschland, Ehrenbürger der Gemeinde Neuschönau
- 1983: Landkreisplakette der Stadt Freyung
- 1988: Kulturpreis des Kulturkreises Freyung-Grafenau

## Veröffentlichungen
- Zwischen Waldhäuser und Afrika. Morsak, Grafenau 1973, ISBN 3-87553-036-6.
- Tagebuch der ersten Afrikareise 1960. Edition Toni Pongratz, Hauzenberg 1999, ISBN 3-931883-13-2.
- Volker Probst (Hrsg.): Kleine Schriften. Ein Brevier. Edition Toni Pongratz, Hauzenberg 2003, ISBN 3-931883-33-7.